# 川村景明
川村景明（日语：／ Kawamura Kageaki */?、1850年4月8日—1926年4月28日），日本陸軍軍人、華族。曾担任東京衛戍總督、鴨綠江軍司令官等职。官位至元帥陸軍大将从一位大勋位功一級子爵。通称“源十郎”。

## 生平
薩摩藩武士野崎吉兵衛第三男，後为川村新左衛門景尚的養子，并继承川村家。参加过萨英战争、戊辰战争，明治2年（1869年）4月担任薩摩藩步兵第1大隊第1小隊小队长。
明治4年（1871年）4月，上京都，7月任明治新政府御親兵付、陸軍軍曹。明治5年（1872年）7月，晋升为陸軍少尉、近衛歩兵第2大隊付大隊长，次年晋升陸軍中尉。1874年（明治7年）4月，晋升陸軍大尉、广岛镇台勤務。1876年（明治9年）4月，任步兵第11聯隊大隊長，奉命镇压萩之乱。次年2月，隶属征討第3旅团，参加西南战争，4月晋升陸軍少佐，升任步兵第11聯隊大隊長。1882年（明治15年）2月晋升陸軍中佐、步兵第4聯隊長，後任熊本鎮台参謀長、第6師团参謀長、參謀本部第1局長，军衔升至陸軍大佐。
明治23年（1890年）6月，晋升陸軍少将、歩兵第8旅团長。27年（1894年）8月，移任近衛歩兵第1旅团長，参加甲午战争。以功在明治28年（1895年）12月被封为男爵，进入華族行列。明治30年（1897年）10月，晋升陸軍中将、第1師团長。明治34年（1901年）4月，接替伏見宮貞愛親王担任第10師团長。明治37年（1904年）5月，参加日俄战争，期间晋升陸軍大将、鴨綠江軍司令官，并参加奉天会战。战後担任軍事参議官兼東京衛戍總督，獲授勳一等旭日桐花大綬章、功一級金雞勳章。明治40年（1907年）9月，爵位升为子爵。大正4年（1915年）1月，獲封元帥府元帅栄誉称号。
大正8年（1919年）12月，担任帝國在鄉軍人會會長职务。大正15年（1926年）4月28日去世。死后赠大勲位菊花大綬章。葬在東京都港区南青山青山灵园。

## 親族
- 嗣子川村景一。景一是陸軍士官学校第28期毕业生，军衔至陸軍大佐。
- 女儿嫁陸軍中将成田正峰、陸軍少将藤津準一、陸軍大尉松岡政寬。